# ロンパーズ
『ロンパーズ』（ROMPERS）は、1989年2月にナムコから稼働されたアーケード用アクションパズル。
主人公チャップが悪魔にさらわれたガールフレンドを助けるため、悪魔の支配する迷宮に単身乗り込むというのがこのゲームの目的。ゲームタイトルの「ロンパーズ」の英訳として、「romper」にはおてんばの意味、「rompers」には上着とズボンが繋がった子供服の意味がある。
各面は迷路のように入り組んでおり、主人公の行動は著しく制限される。迷宮の壁は、固定されたものと倒すことが出来るもの分けられ、倒すことができる壁（石版）は、敵を倒すために使うことができる。各面に散りばめられた複数の鍵をすべて回収することができれば、次の面に進むことが出来る。
後にPlayStation用ソフト『ナムコミュージアムアンコール』（1997年）に収録される形で移植されている。また、携帯電話アプリゲームとして、2007年にはiアプリ、2008年にはS!アプリ用として配信された。その他、2009年にはWii用ソフトとしてバーチャルコンソールアーケードで配信された。

## 概要
斜投影で表現されたスクロール可能画面で、チャップを操作し、壁となっている石板を倒して敵を撃破／回避しつつ、画面内に配置された鍵を全て取ると面クリア。61面をクリアすると終了する。
4方向レバーでの上下左右移動、攻撃ボタンでチャップを操作する。敵キャラクターに触れると1ミスで残数が一つ減る。ミスしたところからの再開ではなく、ミスした面の始めから再開となる。プレイヤーの残数がなくなるとゲームオーバー。
敵を利用した石板倒しや、敵を倒した際の再出現先を考慮した攻略など、パズル的な要素を持つ。

## ゲーム内容

### システム
4方向レバー、攻撃ボタンを使用して主人公を操作する。主人公は、4方向レバーにより、フィールドを1ブロック単位で上下左右に移動することができる。壕となっている穴の部分は通過することができない。
フィールドには壁が設けられており、壁のあるところは移動できないが、攻撃ボタンにより進行方向にある壁を押すことができる。壁には、「固定された壁（鉄柵など）」と「倒すことができる壁（以下、石版）」があり、石版を押すことで石版を進行方向に倒すことができる。なお、石板は敵が倒してくる場合もある。
石版には
- 「通常の石版（黄色・薄青色、薄緑色）」（1ブロック分（黄色・薄青色）、および横長の2・3ブロック分（薄緑色）の3種類）
- 「全長が長く、連鎖的に倒せる石版（赤色）」（1ブロック分のみ、以下連鎖石版）

の2種類があり、連鎖石版は倒れた先が石板押しと同じ判定となり、通常石板および連鎖石板を倒すことができる。また、石版（2ブロック〜3ブロック）の倒す先に「固定された壁」か「石板」がつっかえ状に配置（Tの様な形状を例として挙げると、「-」の部分がつっかえていない灰色石板、Iがつっかえている壁）されていることがあり、その場合は先につっかえている石板を倒すか、つっかえのない方向（つっかえている壁を隣にして後ろから石板を倒す）にのみ倒すことが可能である。
いずれの石版の場合でも、石版を倒した先に敵がいればその敵を倒した扱いとなる。複数の敵をまとめて倒すことで、高得点を得ることができる。敵を倒すにはこの方法しかないため、固定された壁でできた通路の両側を敵で挟まれてしまうと、逃げることができなくなってしまう。また、1ブロックの石版（連鎖石版を除く）で6体以上の敵をまとめて倒すことで、主人公の残り人数を増やすことができる。
石版を倒すと、アイテムが出現する場合がある。出現場所は決まっている。アイテムを取得することで、主人公に有利な展開を得ることができる。
倒した敵や石版は、一定時間経過すると復活する。石版は元の位置に復活、倒した敵はあらかじめ決められた場所に卵が出現し、その卵から復活する。主人公や敵が移動中に、その位置に石版が復活すると、主人公や敵は弾き飛ばされてしまう。
以下のような場合にミスの扱いとなり、残り人数が1人減る。残り人数3人分でゲームオーバーとなる。ミス扱いとなる条件は以下の通り。
- 敵に接触する（卵の間は接触してもミスにはならない）
- 敵の放つ攻撃（炎、爆弾）に接触する
- 敵が倒した石版の下敷きになる

### アイテム
鍵
全部集めると面クリアである。
宝石、指輪、首飾り、王冠
ボーナス得点。
地震
地震が発生し、地震によって画面内の敵の行動を一時止めることができる。また、止めている間は無敵状態（接触してもミスとならない状態）となる。
スピードアップ
主人公の移動速度を上げる。
Uターン
モンスターが接触すると180度ターンして移動する。

## 登場キャラクター
チャップ
主人公。さらわれたガールフレンドを助けるために、悪魔の支配する迷宮に単身乗り込む。
ルミナ
さらわれたガールフレンド。迷宮の最奥にとらわれている。
グレリン
ルミナをさらった迷宮の持ち主。ラストラウンドで主人公と対決してくるが、石板を当てても足止め程度になるのみで倒すことはできない。ただし、その後も石板を当て続けたり、カギを集めることで打開策となるものが現れる。
使い魔
ルミナを迷宮へ連れ去っていった悪魔の少女。残り時間が0になった際に登場する、いわゆる「ご先祖キャラ」。
空を飛んでいるため壁を無視して移動してくる。石版で倒すことはできない。初めは遅いが徐々に移動速度が早くなるため、そのうち接触してしまうこととなる。接触されると、キスされてしまう。
ピョコリン
白い布を被った小さいモンスター。1〜2ブロック単位で飛び跳ねて移動する。
ケララ
炎を吐き出してくる赤い四足獣。炎に触れるとミス扱いとなる。
ベカベカ
平たい壁の様な体を持つ黄色い敵。主人公同様、壁を倒すことができる。壁を倒すときは、一緒に倒れ込んでくる。倒れてきた壁の下敷きになるとミス扱いとなる。
ゴロリン
アルマジロの様な敵。主人公のいる方向にまっすぐに転がる。石版にぶつかると、その石版は倒れてしまう。壁や石版にぶつかるといったん停止し、次の進行方向を上下方向と左右方向で繰り返す。転がるときは、ゴロゴロという効果音（効果声?）を発する。
ナチ坊
ヘルメットを被っている敵で、攻撃を受けるとヘルメットが脱げる。1度の攻撃では倒せず、2度攻撃する必要がある。
トドリン
吹雪を吐き出してくる海獣の様な敵。吹雪に触れても即ミスになる訳ではないが、主人公の移動速度が下がるため、他の敵に接触される可能性が大きくなる。
たっぐす
爆弾を持った赤毛の犬の様な敵。一度だけ爆弾を投げることができる。爆弾は爆発の際、周囲の石版を倒す効果を持つ。
大グモ
主人公をからめとる、蜘蛛の巣を通路に張ることができる。10ラウンドごとに出現するため、準中ボス扱いといえる。
不まじめピョコリン
通常のピョコリンと似ているが、タバコを吸っている。しばらく進むたびに、一時停止して一服する。

## 移植版
- この節では発売当時の社名で記載（一部の長い社名のみ、略記する場合あり）。
- 移植版の開発元についてはアーケードアーカイブス版のみ公表されている。

| No. | タイトル                                          | 発売日         | 対応機種                                                   | 発売元     | メディア                                        | 型式       | 備考                                   |
| --- | ------------------------------------------------- | -------------- | ---------------------------------------------------------- | ---------- | ----------------------------------------------- | ---------- | -------------------------------------- |
| 1   | ナムコミュージアムアンコール                      | 1997年10月30日 | PlayStation                                                | ナムコ     | CD-ROM                                          | SLPS-01050 |                                        |
| 2   | ナムコミュージアムアンコール PlayStation The Best | 1999年10月28日 | PlayStation                                                | ナムコ     | CD-ROM                                          | SLPS-91163 | 廉価版                                 |
| 3   | ロンパーズ                                        | 2007年4月1日   | FOMA900iシリーズ以降 （iアプリ）                           | バンナム   | ダウンロード （ナムコ・ゲームス）               | -          |                                        |
| 4   | ロンパーズ                                        | 2008年10月1日  | ソフトバンクモバイル端末 （S!アプリ）                      | バンナム   | ダウンロード （ナムコ・ゲームス）               | -          |                                        |
| 5   | ロンパーズ                                        | 2009年12月1日  | Wii                                                        | バンナム   | ダウンロード （バーチャルコンソールアーケード） | -          | 2019年1月31日 配信・販売終了           |
| 6   | ナムコミュージアムアンコール                      | 2013年12月18日 | PlayStation Portable PlayStation 3 （PlayStation Network） | バンナム   | ダウンロード （ゲームアーカイブス）             | -          | 現在PSPには 新規購入・ダウンロード不可 |
| 7   | ロンパーズ                                        | 2022年9月15日  | PlayStation 4 Nintendo Switch                              | ハムスター | ダウンロード （アーケードアーカイブス）         | -          |                                        |

## スタッフ
- ロンパーズ・チーム・チーフ：CHACHA
- スーパーバイザー：JJ PAGE
- プロデューサー：乗松聡
- プログラマー：八木幸彦、MINMIN NAKAYAMA
- グラフィック・デザイン：TAKKY、篠崎雄一郎、金澤尚子、木村正則、安斎じゅんこ
- タイトル・デザイン：うすくらあきら、瀧上園枝
- キャラクター・デザイン：C.TAGA
- オリジナル・サウンド・クリエイター：高柳佳恵、YURI（慶野由利子）、THUNDER（野口和雄）
- スペシャル・サンクス：夏井敏夫、LUCKY BOY、岩谷徹

## 評価
アーケード版
1991年に刊行されたゲーメストムック『ザ・ベストゲーム』の紹介文では、「一定面をクリアすると見られるデモが愛らしい」とキャラクター造形に関して肯定的なコメントで紹介されている。